# Sobowtór: poemat petersburski
Sobowtór: poemat petersburski (ros. Двойник) – nowela napisana przez Fiodora Dostojewskiego w 1846.
Utwór nawiązuje do tradycji rosyjskiego romantyzmu. Autor zajął się w nim zjawiskiem rozdwojenia świadomości. Dowodził, że powodem takiego stanu są mechanizmy społeczne.
Główny bohater Goladkin to typowy „szary człowiek”. Poniewierany przez swoich zwierzchników, decyduje się zrobić wszystko, aby wyrwać się z niemocy i zrobić karierę. Bohater dochodzi jednak do obłędu i widzi swojego sobowtóra – Goladkina juniora.